# PV Nova
Pour les articles homonymes, voir Nova (homonymie).
PV Nova, de son vrai nom Paul-Victor Vettes, né le 17 juin 1985 à Paris en France, est un musicien multi-instrumentiste, vidéaste, acteur et producteur[réf. souhaitée] français. Il a également scénarisé une histoire parue dans un album collectif chez Dupuis.
Actif sur les réseaux sociaux et sur YouTube, où il publie des vidéos de vulgarisation des styles musicaux et partage ses projets de création artistique, il participe également au groupe Les Franglaises.

## Biographie

### Débuts (années 2000)
PV Nova est le cadet de trois garçons. Ses parents hésitaient entre deux prénoms, ce qui lui a valu un prénom composé. Il publie sa première vidéo musicale en 2007 sur le site de partage de vidéos Dailymotion.

### Reconnaissance (depuis 2010)
En 2010, Les Tistics conçoivent le show Les Franglaises qui finira par devenir, le succès du spectacle aidant, le nom de la troupe elle-même. Le concept est de reprendre des classiques de la musique anglophone en traduisant littéralement les paroles : ainsi, Welcome to the Hotel California des Eagles devient Bienvenue à l'hôtel Californie ou Hello Goodbye des Beatles devient Bonjour, Au revoir. Au cours des années suivantes, ils font plus de 500 concerts en France, Belgique et Suisse, jouent à Bercy, à l'Olympia, à la Cigale et à Bobino. La télévision les remarque : ils passent à Panique dans l'oreillette (2010), chez Patrick Sébastien (2011), dans Vivement dimanche (2015), etc. En 2015, Les Franglaises remportent le Molière du spectacle musical.
C'est également en 2008 qu'il entame les Expériences musicales de PV Nova, dont le principe est de démonter en quelques minutes les recettes utilisées par ceux qui composent de la musique dans différents genres musicaux,,. Les épisodes des Expériences publiés sur Youtube dépassent fréquemment le million de vues.
Toujours cette même année, il écrit sa première bande originale, pour le court-métrage Super Méga Noël de Cyprien, où il incarne également un mendiant. Suivent les clips J'aime pas Noël toujours avec Cyprien (2009, 18 millions de vues), Moustache ! pour Golden Moustache (2013, 3 millions de vues) et Internet de l'époque de Norman (2015, 24 millions de vues).
En 2013, il est remarqué par la presse nationale pour une reprise de Get Lucky où il décline le morceau de Daft Punk dans les styles musicaux qui ont traversé le XXe siècle (19 millions de vues),,,,,,,,. Il joue cette réinterprétation de Daft Punk en 2014 en direct sur W9.
Il fait aussi un court passage en tant qu'animateur du Before du Grand Journal de Canal+.
En 2014, il explique la nature et le traitement du son dans une émission en partenariat avec Philips, sous le titre L'Odyssée du son.
Toujours en 2014, dans le Comité des reprises, à l'initiative de Canal+, il reprend avec Waxx (Benjamin Hekimian) des morceaux de différents artistes. PV Nova et Waxx jouent en compagnie du ou des artistes dans une mise en scène décalée avec des arrangements qui s'éloignent des morceaux originaux.
En 2015, il participe à la web-série de François Descraques nommée Rock macabre en tant que compositeur et acteur. Il en sortira un EP composé de quatre titres.
Le 19 février 2016, il publie une vidéo sur le choix des musiques pour les jeux vidéo et l'impact de la musique sur le cerveau.
Il se lance le 16 janvier 2017, dans le projet d'un album (10 days, 10 songs) pour lequel il réalise dix chansons en dix jours, avec un suivi direct sur Facebook et des contraintes tirées au sort. La création d'illustrations accompagnant chaque morceau par le graphiste Juv (Jérôme Bauer) ainsi que le montage quotidien d'un making-of du morceau font partie du concept original de l'album. PV Nova annonce peu après que le clip d'un des morceaux de l'album, choisi par les internautes, sera réalisé. Le clip de The Knight And The Witch sort finalement le 14 mars 2018.
En février 2017, il débute un partenariat avec l'entreprise Wiko, pour laquelle il compose six sons pour leurs smartphones.
En février 2018, fort du succès de l'album 10 days, 10 songs sorti tout juste un an auparavant, PV Nova annonce le lancement d'un album basé sur un système similaire (11 days), dont la production démarre le 19 mars 2018. En complément de l'équipe présente sur le précédent album, d'autres artistes contribuent au projet. Onze morceaux et onze vidéos sont réalisés en onze jours.
À la suite de la réussite de ce projet, PV Nova propose à sa communauté de participer au projet « Internet Orchestra ». Le principe est de composer un orchestre de musiciens sélectionnés sur le web qui emmènera sur scène les morceaux de 11 days durant l'été 2019. Parmi des centaines de candidatures, la batteuse Camille Bigeault, le percussionniste Jérémie Coutaud, le claviériste et trompettiste Stéphane Grioche, les guitaristes Alex Immordino et Louis Ledoux, le bassiste Philippe Lenoble, le claviériste Victor Sereni, et la chanteuse Awa Sy ont été retenus.
En 2020, il crée une fiction sonore nommée Gaia 2222, en compagnie de Slimane-Baptiste Berhoun, Marsu Lacroix, Lou Howard et William Garreau. La première saison comporte 12 épisodes de 5 minutes.
Depuis fin 2020, il est régulièrement en live sur la plateforme Twitch. Il y développe des concepts tels que des remix de musiques populaires dans un autre style ou des compositions en expliquant pas à pas sa démarche.
En 2021, il publie son premier album de bande dessinée, Splash, co-scénarisé avec Adrien Le Ray, et dessiné par Antoine Losty.
Il participe également au concert organisé lors du Z Event 2021 en compagnie de la streameuse LittleBigWhale, du trio LEJ, et des rappeurs Fianso et Kikesa, devant un public de 400 personnes. Le concert est suivi sur Twitch par plus de 100 000 spectateurs.
En 2023, il apparaît comme invité dans la saison 3 de l'actual play français La Bonne Auberge.

## Discographie

### Singles
- 2008 : Good Bye (tiré de Super Méga Noël)
- 2012 : Never Enough

### Clips musicaux
(hors Expériences musicales, Odyssée du son et Comité des reprises)
- 2007 : It feels like Uranus
- 2008 : Umbrella (reprise de Rihanna)
- 2008 : Kids Apologize (reprise de MGMT et OneRepublic)
- 2009 : J'aime pas Noël avec Cyprien
- 2009 : Sunday with a flu (reprise de Yodelice)
- 2009 : Lisztomania (reprise de Phoenix)
- 2009 : Time to Pretend (reprise de MGMT)
- 2010 : We Are the People (reprise de Empire of the Sun)
- 2010 : Marre des lendemains difficiles avec Cyprien, Norman et Maxime Musqua
- 2011 : Le Clash des Boloss avec Kemar
- 2011 : How to make music with a dead iMac?
- 2011 : Le Stupide Megamix
- 2011 : The one and only fastest rapper in the world
- 2012 : PV Nova - My Pride | HibOO d'Live avec Le HibOO
- 2012 : Comment faire de la musique avec une bouteille
- 2012 : I don't want to remember
- 2012 : J'ai testé Rocksmith !
- 2013 : Moustache ! pour Golden Moustache
- 2013 : Evolution of Get Lucky (reprise de Get Lucky des Daft Punk)
- 2014 : Jack Russel - Summertime
- 2014 : A Sky Full of Stars (reprise de Coldplay)
- 2016 : Take Me For A Ride avec Clara Doxal (reprise de Holy Oysters)
- 2017 : Le Rap Philo avec Cyrus North
- 2018 : Juice (reprise de Chromeo)
- 2018 : The Knight And The Witch
- 2018 : Rap'n'roll feat. McFly & Carlito
- 2018 : Le Rap Philo 2 avec Cyrus North
- 2018 : L'autre Finistère avec Clara Doxal (reprise de Les Innocents)
- 2019 : Be Worried, Not Happy (version "triste" de Don't Worry, Be Happy de Bobby McFerrin)
- 2019 : Night And Day (reprise de Waxx)
- 2019 : Le Rap Philo 3 avec Cyrus North
- 2019 : L'Autre Rivage avec l'Internet Orchestra
- 2020 : Down The Ocean

## Filmographie

### Comme acteur

#### Courts métrages
- 2008 : Super Méga Noël de Cyprien Iov : mendiant
- 2013 : The Superheroes Hangover de Suricate pour Golden Moustache : Robin
- 2015 : Technophobe de Cyprien Iov : ami d'Arthur
- 2016 : Les Clips honnêtes de Vladimir Rodionov pour Golden Moustache : membre des One Direction

#### Longs métrages
- 2015 : Les Dissociés de Suricate : le voisin de Milo

#### Web-séries
- 2015 : Rock macabre de François Descraques : Lawrence
- 2018 : Les Emmerdeurs de Vladimir Rodionov, Valentin Vincent et Julien Rizzo : milicien
- 2020 : La Petite Mort de Davy Mourier, saison 3 épisode 5 Des nouvelles de Ludo : voix secondaires

#### Séries télévisées
- 2013 : Le Golden Show : La Solution à la crise : homme-table
- 2015 : Reboot : Quoi

#### Fictions audio
- 2020 : GAIA 2222 (également scénariste)

### Comme musicien

#### Courts métrages
- 2008 : Super Méga Noël de Cyprien Iov
- 2016 : Les Clips honnêtes de Vladimir Rodionov pour Golden Moustache
- 2019 : L'âge de Pierre de Davy Mourier et Audrey Pirault

#### Web-séries
- 2015 : Rock macabre de François Descraques
- 2020 : La Petite Mort de Davy Mourier, saison 3 épisode 5 Des nouvelles de Ludo

#### Séries télévisées
- 2015 : Reboot de Davy Mourier

#### LesExpériences musicales
1. (sans titre)
2. Le Disco Punk
3. Le Rock 60's
4. Le Hip-Hop West Coast
5. Le Reggae Dub
6. La Happy Pop
7. La Funk 70s
8. La Folk Pop
9. La Zouk Dance
10. Le Dark Heavy Trash Grind Core
11. La New Varietoche
12. Le Dubstep Hoopa
13. L'Électro dance club
14. La Soupe dou Brasil
15. La Musique de jeu vidéo
16. Le Rock qui tache (avec Philippe Krier)
17. Le RnB à la française
18. Le Hip-hop atomique
19. Le Blues (avec Keziah Jones)
20. La Chanson franchouillarde (avec Oldelaf)
21. La Punk-Pop (avec Eléonore Costes)
22. La Chanson engagée
23. La Summer Minimale (Tube de l'été 2015)
24. L'Andaloudance
25. Le Tube de l'été 2016 (avec Clara Doxal)
26. Le Tube de l’été 2017 (avec Clara Doxal)
27. La Chill Funk New Disco
28. Le Reggaeton (Tube de l'été 2018)

## Publications
- 2015 : #LULU (dans Disquettes), dessin de Loïc Mathonnet et couleurs d'Elvire De Cock, Dupuis.
- Splash, co-scénarisé avec Adrien Le Ray, dessin d'Antoine Losty, Dupuis :
  - 2021 : Tome 1 : Premières gammes